# 贾汉吉尔·汗
贾汉吉尔·汗（生于1963年12月10日）是前世界排名第一的巴基斯坦职业壁球运动员。他曾六次赢得世界公开赛，并连续十次赢得英国公开赛（1982-1991）。贾汉吉尔汗被公认为是有史以来最伟大的壁球运动员。

## 早期生活
贾汉吉尔出生于白沙瓦纽威凯莱帕扬的普什圖人家庭。在他的职业生涯中，他曾六次赢得世界壁球錦標賽，并连续十次赢得英国公开赛。他于1993年以球员身份退役，并在2002年至2008年期间担任世界壁球联合会主席。2008年晚些时候，他成为了世界壁球联合会的名誉主席。
他是壁球运动员Roshan Khan的儿子，壁球运动员Torsam Khan的兄弟，也是Rehmat Khan和英国歌手Natasha Khan的堂兄。 
他目前与妻子 Rubina（1995年结婚）和两个孩子一起住在巴基斯坦卡拉奇。

## 职业生涯
贾汉吉尔最初由他的父亲罗山执教，罗山在1957年曾获得英国公开赛冠军。随后由他的兄弟托萨姆执教。在他的兄弟突然去世后，他的表弟雷赫马特指导了贾汉吉尔的大部分职业生涯。1979 年，巴基斯坦国家队选拔员未决定让汗参加在澳大利亚举行的世界锦标赛，但他在15 岁时进入了世界业余个人锦标赛，并成为该赛事有史以来最年轻的冠军。1979年11月，曾是1970年代国际壁球领军人物之一的托萨姆在澳大利亚阿德莱德举行的公开赛中突发心脏病去世。托萨姆的死深深地影响了贾汉吉尔。他曾考虑退出比赛，但最终决定从事这项体育运动，以向他的兄弟致敬。
贾汉吉尔在1993年退役，在2002年至2008年担任世界壁球联合会主席，随后成为名誉主席。

### 世界公开赛决赛
| 冠军 (6) |               |                          |
| 年份     | 决赛对手      | 决赛得分                 |
| 1981年   | 杰夫·亨特     | 7–9, 9–1, 9–2, 9–2       |
| 1982年   | 迪恩·威廉姆斯 | 9–2, 6–9, 9–1, 9–1       |
| 1983年   | 克里斯·迪特玛 | 9–3, 9–6, 9–0            |
| 1984年   | 卡马尔·扎曼   | 9–0, 9–3, 9–4            |
| 1985年   | 罗斯·诺曼     | 9–4, 4–9, 9–5, 9–1       |
| 1988年   | 詹舍尔·汗     | 9–6, 9–2, 9–2            |
| 亚军 (3) |               |                          |
| 年份     | 决赛对手      | 决赛得分                 |
| 1986年   | 罗斯·诺曼     | 5–9, 7–9, 9–7, 1–9       |
| 1991     | 罗德尼·马丁   | 17-14、9-15、4-15、13-15 |
| 1993     | 詹舍尔·汗     | 15–14, 9–15, 5–15, 5–15  |

### 英国公开赛决赛
| 冠军 (10) |               |                         |
| 年        | 决赛对手      | 决赛得分                |
| 1982年    | 希迪·贾汉     | 9–2, 10–9, 9–3          |
| 1983年    | 贾马尔·阿瓦德 | 9–2, 9–5, 9–1           |
| 1984年    | 卡马尔·扎曼   | 9–0, 9–3, 9–5           |
| 1985年    | 克里斯·迪特玛 | 9–3, 9–2, 9–5           |
| 1986年    | 罗斯·诺曼     | 9–6, 9–4, 9–6           |
| 1987年    | 詹舍尔·汗     | 9–6, 9–0, 9–5           |
| 1988年    | 罗德尼·马丁   | 9–2, 9–10, 9–0, 9–1     |
| 1989      | 罗德尼·马丁   | 9–2, 3–9, 9–5, 0–9, 9–2 |
| 1990      | 罗德尼·马丁   | 9–6, 10–8, 9–1          |
| 1991      | 詹舍尔·汗     | 2–9, 9–4, 9–4, 9–0      |
| 亚军 (1)  |               |                         |
| 年        | 决赛对手      | 决赛得分                |
| 1981年    | 杰夫·亨特     | 2–9, 7–9, 9–5, 7–9      |

## 荣誉和奖励
- 1981年 – 17岁时成为世界公开赛最年轻的冠军，在决赛中击败澳大利亚的杰夫·亨特。 [11]
- 1984年 – 出现在巴基斯坦政府发行的邮票上。 [12]
- 1999年 – 法国政府颁发授予“体育和青年奖”[13]
- 2005年 – 时代奖–时代杂志将汗评为过去60年的“亚洲英雄”之一。 [14]
- 2007年 – 被伦敦城市大学授予荣誉哲学博士学位。 [15]
- 2017年 – 刊登在日本政府发行的纪念邮票上[16]
- 2018年 – 第八届亚洲体育杰出成就奖获得者[17]

## 慈善事业
2018 年，汗在日本举行的仪式上成为“沙希德·阿弗里迪基金会” (SAF) 的全球总裁。该基金会由巴基斯坦前板球运动员沙希德·阿弗里迪创立，旨在为巴基斯坦建设医疗保健和教育设施。 